# Caričina
Caričina (Servisch cyrillisch Царичина) is een plaats in de Servische gemeente Sjenica. De plaats telt 20 inwoners (2002).